# Бербетешть (комуна, Вилча)
Бербетешть, Бербетешті (рум. Bărbătești) — комуна у повіті Вилча в Румунії. До складу комуни входять такі села (дані про населення за 2002 рік):
- Бербетешть (1731 особа)
- Бирзешть (436 осіб)
- Бодешть (1141 особа) — адміністративний центр комуни
- Негрулешть (553 особи)

Комуна розташована на відстані 174 км на північний захід від Бухареста, 20 км на захід від Римніку-Вилчі, 93 км на північ від Крайови, 129 км на південний захід від Брашова.

## Населення
За даними перепису населення 2002 року у комуні проживала 3861 особа.
Національний склад населення комуни:
| Національність | Кількість осіб | Відсоток |
| -------------- | -------------- | -------- |
| румуни         | 3811           | 98,7%    |
| цигани         | 48             | 1,2%     |
| угорці         | 1              | < 0,1%   |
| німці          | 1              | < 0,1%   |

Рідною мовою назвали:
| Мова      | Кількість осіб | Відсоток |
| --------- | -------------- | -------- |
| румунська | 3853           | 99,8%    |
| циганська | 8              | 0,2%     |

Склад населення комуни за віросповіданням:
| Релігія       | Кількість осіб | Відсоток |
| ------------- | -------------- | -------- |
| православні   | 3855           | 99,8%    |
| адвентисти    | 4              | 0,1%     |
| реформати     | 1              | < 0,1%   |
| п'ятдесятники | 1              | < 0,1%   |

## Зовнішні посилання
- Дані про комуну Бербетешть на сайті Ghidul Primăriilor [Архівовано 30 грудня 2011 у Wayback Machine.]